# Regnéville-sur-Meuse
Regnéville-sur-Meuse ist eine französische Gemeinde mit 50 Einwohnern (Stand: 1. Januar 2022) im Département Meuse in der Region Grand Est (vor 2016: Lothringen). Sie gehört zum Arrondissement Verdun, zum Kanton Clermont-en-Argonne und zum Gemeindeverband Argonne-Meuse.

## Geographie
Regnéville-sur-Meuse liegt etwa 13 Kilometer nordnordwestlich von Verdun an der Maas. Umgeben wird Regnéville-sur-Meuse von den Nachbargemeinden Brabant-sur-Meuse im Norden, Samogneux im Osten, Champneuville im Süden, Esnes-en-Argonne im Südwesten sowie Forges-sur-Meuse im Westen.

## Bevölkerungsentwicklung
| Jahr                       | 1962 | 1968 | 1975 | 1982 | 1990 | 1999 | 2006 | 2011 | 2019 |
| Einwohner                  | 34   | 34   | 40   | 32   | 34   | 36   | 39   | 46   | 51   |
| Quellen: Cassini und INSEE |      |      |      |      |      |      |      |      |      |

## Sehenswürdigkeiten

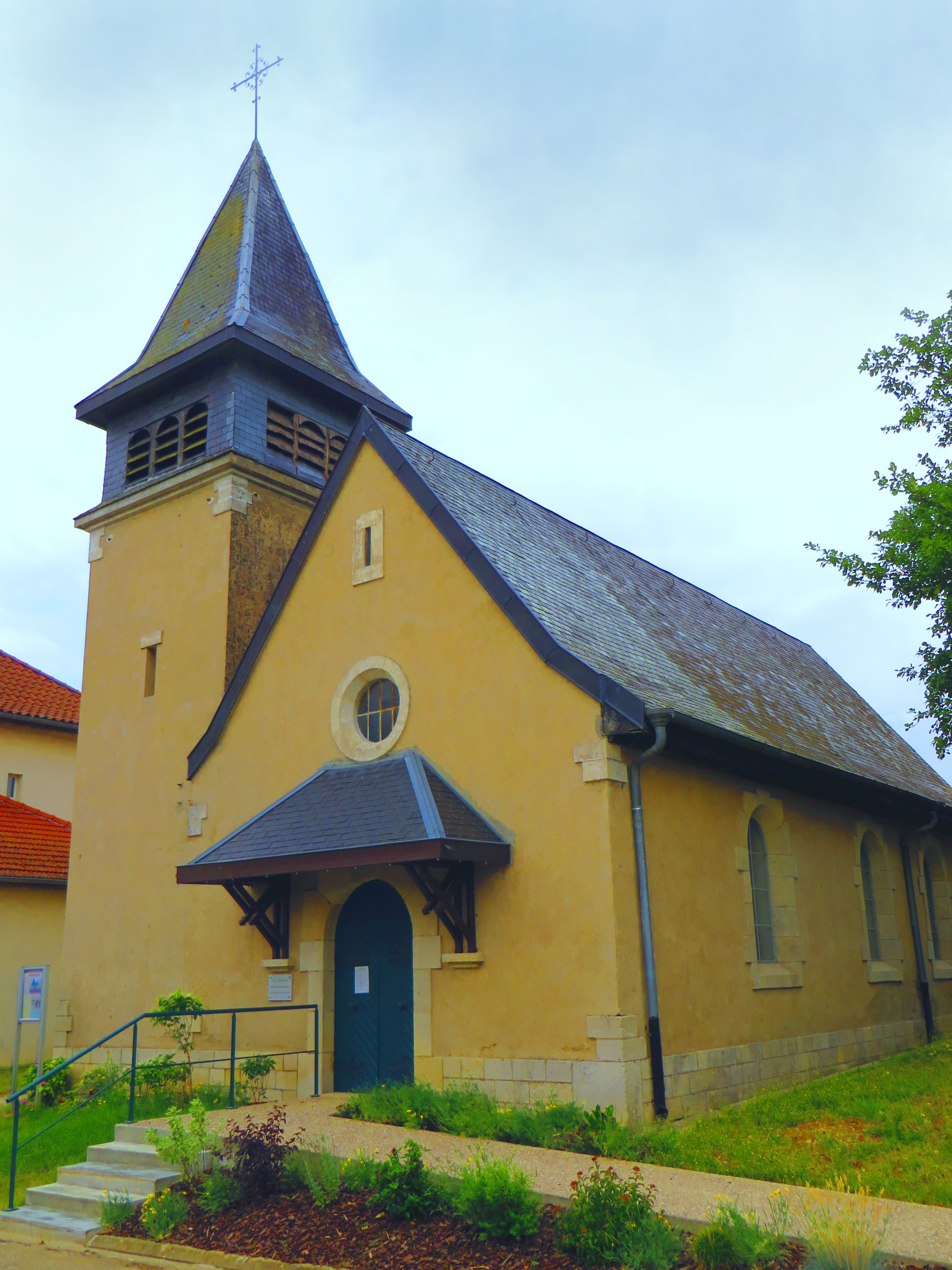
Kirche Saint-Martin

- Kirche Saint-Martin